# Liste der Bodendenkmäler in Straßlach-Dingharting
Auf dieser Seite sind die Bodendenkmäler in der oberbayerischen Gemeinde Straßlach-Dingharting zusammengestellt. Diese Tabelle ist eine Teilliste der Liste der Bodendenkmäler in Bayern. Grundlage ist die Bayerische Denkmalliste, die auf Basis des Bayerischen Denkmalschutzgesetzes vom 1. Oktober 1973 erstmals erstellt wurde und seither durch das Bayerische Landesamt für Denkmalpflege geführt wird. Die folgenden Angaben ersetzen nicht die rechtsverbindliche Auskunft der Denkmalschutzbehörde.

## Bodendenkmäler der Gemeinde

### Bodendenkmäler in der Gemarkung Dingharting
| Lage                                     | Objekt | Akten-Nr.     | Bild           |
| ---------------------------------------- | --- | ------------- | -------------- |
| Dingharting (Standort)                   | Viereckschanze der späten Latènezeit. Siehe auch: Viereckschanze, Latènezeit | D-1-8035-0021 |                |
| Dingharting (Standort)                   | Viereckschanze der späten Latènezeit mit zugehöriger Außensiedlung sowie Körpergräber der mittleren Latènezeit oder des frühen Mittelalters.                                                        | D-1-8035-0022 |                |
| Dingharting (Standort)                   | Tuffplattengräber des frühen Mittelalters. | D-1-8035-0023 |                |
| Dingharting (Standort)                   | Körpergräber des frühen Mittelalters. | D-1-8035-0024 |                |
| Dingharting (Standort)                   | Körpergräber des frühen Mittelalters. | D-1-8035-0025 |                |
| Dingharting (Standort)                   | Körpergräber des frühen Mittelalters. | D-1-8035-0026 |                |
| Dingharting (Standort)                   | Grabhügel vorgeschichtlicher Zeitstellung. | D-1-8035-0035 |                |
| Dingharting (Standort)                   | Untertägige mittelalterliche und frühneuzeitliche Befunde im Bereich der Katholischen Filialkirche St. Martin in Holzhausen und ihres Vorgängerbaus. Siehe auch: Holzhausen (Straßlach-Dingharting) | D-1-8035-0096 | weitere Bilder |
| Dingharting Münchner Straße 3 (Standort) | Untertägige mittelalterliche und frühneuzeitliche Befunde im Bereich der Katholischen Pfarrkirche St. Laurentius in Großdingharting und ihres Vorgängerbaus. Siehe auch: Großdingharting            | D-1-8035-0098 | weitere Bilder |
| Dingharting (Standort)                   | Grabhügel vorgeschichtlicher Zeitstellung. | D-1-8035-0149 |                |
| Dingharting (Standort)                   | Grabhügel vorgeschichtlicher Zeitstellung. | D-1-8035-0150 |                |
| Dingharting (Standort)                   | Grabhügel vorgeschichtlicher Zeitstellung. | D-1-8035-0151 |                |
| Dingharting (Standort)                   | Grabhügel vorgeschichtlicher Zeitstellung. | D-1-8035-0152 |                |
| Dingharting (Standort)                   | Grabhügel vorgeschichtlicher Zeitstellung. | D-1-8035-0153 |                |
| Dingharting (Standort)                   | Grabhügel vorgeschichtlicher Zeitstellung. | D-1-8035-0154 |                |

### Bodendenkmäler in der Gemarkung Oberhaching
| Lage                   | Objekt | Akten-Nr.     | Bild |
| ---------------------- | --- | ------------- | ---- |
| Oberhaching (Standort) | Straße der römischen Kaiserzeit mit begleitenden Materialentnahmegruben (Teilstück der Trasse Augsburg–Salzburg). Siehe auch: Römische Kaiserzeit | D-1-7935-0008 |      |

### Bodendenkmäler in der Gemarkung Straßlach
| Lage                                     | Objekt | Akten-Nr.     | Bild           |
| ---------------------------------------- | --- | ------------- | -------------- |
| Straßlach (Standort)                     | Straße der römischen Kaiserzeit mit zugehörigen Materialentnahmegruben (Teilstück der Trasse Augsburg–Salzburg).                                                                    | D-1-7935-0258 |                |
| Straßlach Grünwalder Straße 2 (Standort) | Untertägige mittelalterliche und frühneuzeitliche Befunde im Bereich der Katholischen Filialkirche St. Peter und Paul in Straßlach und ihrer Vorgängerbauten. Siehe auch: Straßlach | D-1-7935-0328 |                |
| Straßlach (Standort)                     | Gräberfelder, Siedlung und abgegangene Kirche des frühen und älteren Mittelalters (Epolding-Mühlthal). Siehe auch: Mittelalter, Epolding, Mühlthal (Straßlach-Dingharting)          | D-1-8034-0100 |                |
| Straßlach (Standort)                     | Burgstall des hohen Mittelalters. Siehe auch: Burgstall Beigarten | D-1-8034-0101 |                |
| Straßlach (Standort)                     | Körpergräber des frühen Mittelalters. Siehe auch: Körpergrab | D-1-8034-0102 |                |
| Straßlach (Standort)                     | Untertägige frühneuzeitliche Befunde im Bereich der Katholischen Wallfahrtskapelle St. Maria Immaculata in Deigstetten. Siehe auch: Maria Immaculata (Deigstetten), Deigstetten     | D-1-8034-0162 | weitere Bilder |
| Straßlach (Standort)                     | Untertägige frühneuzeitliche Befunde im Bereich der Katholischen Kapelle St. Ulrich in Mühlthal. Siehe auch: St. Ulrich (Mühlthal)                                                  | D-1-8034-0224 | weitere Bilder |
| Straßlach (Standort)                     | Grabhügel vorgeschichtlicher Zeitstellung. | D-1-8035-0043 |                |